# Geógraphika hüpomnémata

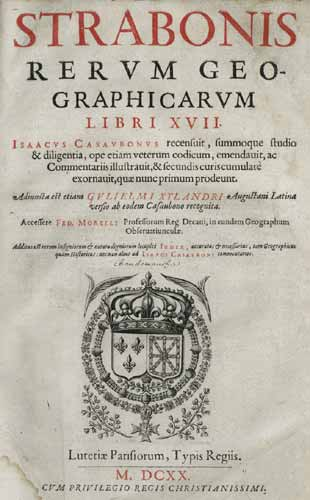
Egy 1620-as kiadás címlapja

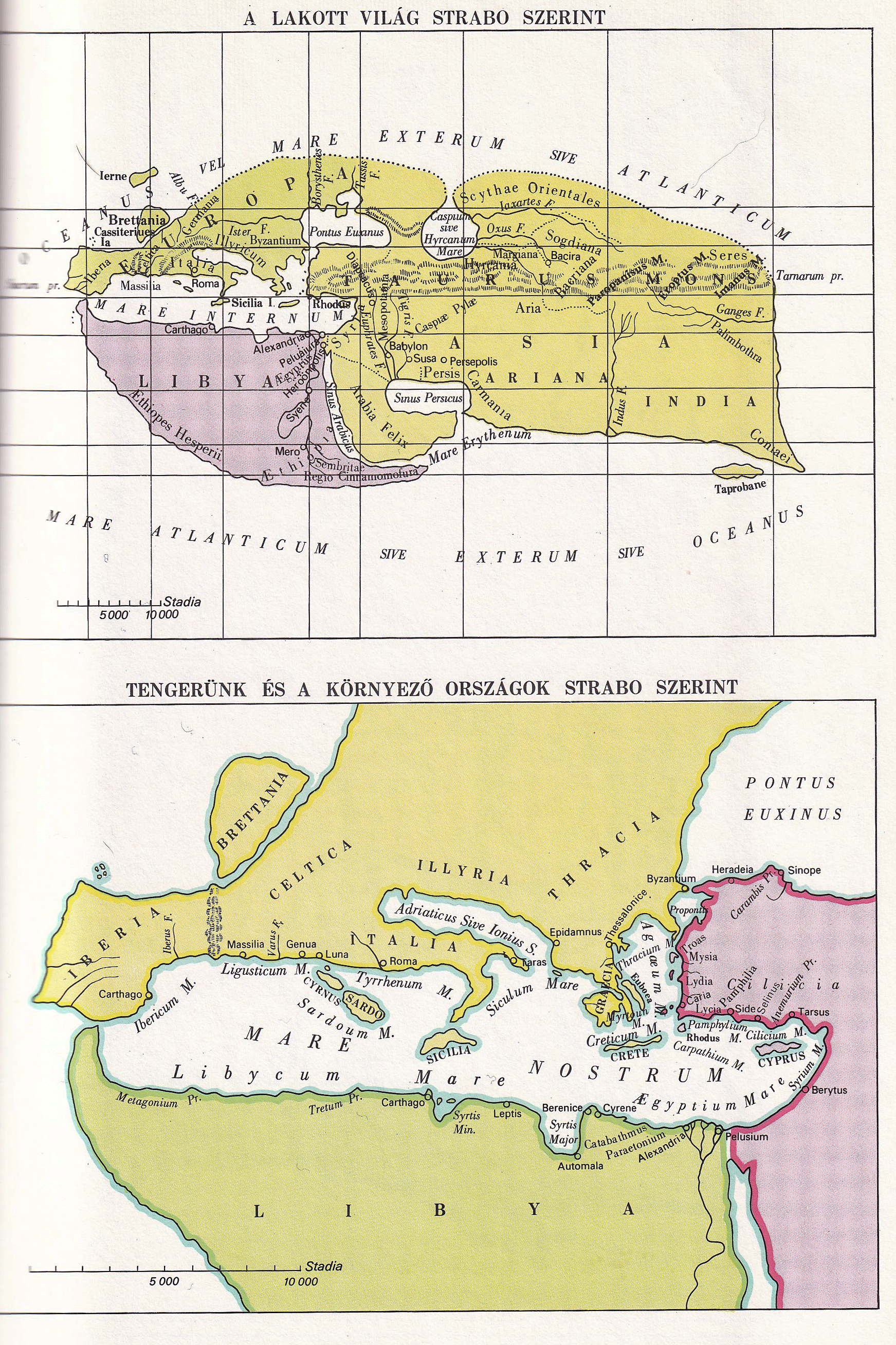
Sztrabón alapján rajzolt világtérkép és a Földközi-tenger térképe

A Geógraphika hüpomnémata (ógörögül: Γεωγραφικά Ύπομνήματα), szó szerinti fordításban földrajzi feljegyzések. Az első geográfusnak tekinthető író, Sztrabón jegyzetei a saját utazásairól és más földrajzi írók munkáiról. Ahogyan Hérodotosz a történeti munkáját az eredeti helyszínek felkeresésével írta, úgy Sztrabón is nagyrészt arról ír, amit saját szemével látott. A címet legtöbbször rövidítve, Geógraphika címen közlik, azonban ez összetéveszthető Eratoszthenész Pentatlosz ugyanilyen című munkájával (Geógraphika).
„Geógraphika hüpomnémata" 17 könyvből áll, és majdnem teljes egészében fennmaradt. A mű felépítése:
- Első könyv: Bevezetés, a földrajzi írók és a bölcselet összevetése, a munka létrehozásának indoklása. Eratoszthenész Pentatloszt bírálja, mivel hitelt ad az általa első földrajzi írónak tartott Homérosznak. Eratoszthenész, Xanthosz és Sztratón munkáit veti alá kritikai elemzésnek. Ennek során Hipparkhosz ellenében Eratoszthenész mellett foglal állást. Végezetül elfogadhatatlannak ítéli Eratoszthenésznek a Föld nagyságára vonatkozó – ma már tudható módon meglepően pontos – számításait.
- Második könyv: Az eratoszthenészi világtérkép védelme ismét Hipparkhosszal szemben. Poszeidóniosz zónaelmélete, Polübiosz hat zónájának bírálata és földrajzi tévedéseinek ismertetése. Eudoxosz Afrika körüli utazásainak vizsgálata. Sztrabón véleménye a fentiek tükrében a Földről és a térképekről.
- Harmadik könyv: Héraklész oszlopai (Ibéria, Gibraltár), Baitiké, Lusitania, Ibéria déli partjai, Pitüosz, Baleárok, Gades és újra Héraklész oszlopai.
- Negyedik könyv: Gallia és Gallia Narbonensis, Aquitania, Lugdunum, Belgika, a kelták, Britannia, Hübernia, Thulé, Alpok és népei, Liguria.
- Ötödik könyv: Itália, Gallia Cisalpina, Liguria, Türrhnénia, Umbria, Aithalia, Korzika, Szardínia, szabinok, Latium, Róma, Kampania és népei.
- Hatodik könyv: Lukania és Bruttium, Hellász, Szicília, Iapügia, Apulia, a Római Birodalom részletesen.
- Hetedik könyv: Északkelet-Európa a Rajna és a Maiotisz között, a Duna-menti területek, Germania és népei, a Krím és környezete, Kelet-Európa a Dunától délre, Pontosz, Hellász és Épeirosz. A 7. könyv vége elveszett, néhány töredéke ismert.
- Nyolcadik könyv: Hellász részei és népei, Peloponnészosz, Élisz, Messzénia, Lakónia, Argolisz, Korinthosz, Akhaia, Árkádia.
- Kilencedik könyv: Megarisz, Attika, Boiótia, Phókisz, Lokrisz, Dórisz, Oita, Thermopülai, Thesszália.
- Tizedik könyv: Euboia, Aitólia, Akarnania, Kréta, Kükládok, Szporádok.
- Tizenegyedik könyv: Ázsia általában, Pontosz Euxeinosz északi és keleti partvidéke, Kolkhisz, Ibéria, Albania, amazónok, kaukázusi népek, Kaszpi-tenger és népei, Hürkania, Taurosz és népei, Parthia, Aria és Margiana, Baktria, Szogdia, Euphratész és Tigris, Média, Armenia.
- Tizenkettedik könyv: Kis-Ázsia északi és középső vidékei.
- Tizenharmadik könyv: Kis-Ázsia déli és nyugati vidékei.
- Tizennegyedik könyv: Kis-Ázsia nyugati partvidéke.
- Tizenötödik könyv: India, Ariana és Karmania.
- Tizenhatodik könyv: Perzsiától a Földközi-tengerig és a Vörös-tengerig.
- Tizenhetedik könyv: Egyiptom, Etiópia, Libüa, Mauretania, Numidia, Karthágó, Küréné.

A „Geographika hüpomnémata” forrásai görög szerzők művei. Homérosz, Anaximandrosz, Hekataiosz, Démokritosz, Eudoxosz, Dikaiarkhosz, Ephorosz, Eratoszthenész, Polübiosz, Rodoszi Poszeidóniosz. Csak két római szerző művét idézi, egyszer Marcus Tullius Cicero Brutus című művét, illetve több ízben Caius Iulius Caesar Feljegyzések a gall háborúról című munkáját.
Sztrabón „Geógraphika hüpomnématája” nem egységes stílusú mű. Mindig az adott téma szabja meg, hogy milyen műfajban ír róla, ez talán a rendelkezésre álló forrásainak, illetve saját élményeinek függvénye. A „periplusz” útleírásai keverednek az útikalauzok száraz adatfelsorolásával. Egyes vidékek esetében a hely- és néptörténetet is feldolgozza. A természettudományos irodalom csodás anekdotái mellett a tudományos igényű magyarázatok is megtalálhatók, ugyanakkor mereven elutasítja az eratoszthenészi fizikai és matematikai megközelítést.
Egykorú más források nem emlékeznek meg Sztrabón e munkájáról, így szerencsés körülmény, hogy fennmaradt, mert míg más szerzők műveit kivonatokból is részben megismerhetjük, addig Sztrabón írásaiból alig kivonatoltak. Az 5. századtól kezdődött szélesebb körű felhasználása, majd a 15. századtól kezdve számos kiadása és fordítása látott napvilágot. Ma Sztrabón műve az ókori földrajz- és néprajztudomány egyik legfontosabb forrása, mivel más hasonló munkák nem ismertek. Számos olyan ókori nép van, amelynek egyetlen egykorú említése ebben található.

## Magyarul
- Geógraphika; ford. Földy József, előszó Balázs János; Gondolat, Budapest, 1977